# هندسة النسيج العصبي
هندسة النسيج العصبي هي مجال فرعي متخصص في هندسة النسيج. كانت هندسة النسيج العصبي في الأساس بحثًا عن إستراتيجيات للقضاء على التضخم والتليف عند زرع مواد غريبة. يتم زرع المواد الغريبة في شكل طعوم وسقالات لدعم إعادة توليد الأعصاب وإصلاح التلف في أعصاب كلٍ من الجهاز العصبي المحيطي والمركزي الناتج عن حدوث إصابة.

وهناك حالة أخرى تستدعي زرع نسيج غريب وهي استخدام قطب كهربائي مُسجِّل. أداة زرع الأقطاب الكهربائية المتزامنة هي أداة تستخدم حاليًا في تطبيقات الأبحاث لتسجيل إشارات من مناطق القشرة المخية. يمكن أن تُتيح هذه التكنولوجيا للعلماء في أحد الأيام استخدام الإشارات المتولدة في المخ للتحكم في الأطراف أو الأطراف الصناعية للمرضى الذين يعانون من العجز.